# Jean (évêque d'Évreux)
Pour les articles homonymes, voir Jean.
Jean est un évêque d'Évreux du XIIe siècle.

## Biographie
Fils de Luc, il fait partie du clergé dans l'entourage d'Henri II d'Angleterre. C'est grâce à son appui qu'il accède à l'évêché en 1181. 
Souhaitant partir en croisade, il charge le chanoine Luc de l'administration de l'évêché. Il reçoit de Richard Ier d'Angleterre, avant de partir en 1190, le château et la baronnie de Condé,.
Malade à Pise lors de l'arrivée du roi Richard, il le rejoint à Messine. Il couronne le 12 mai 1191 Bérengère de Navarre reine d'Angleterre.
Il arrive en septembre à Jaffa et y meurt en 1192.